# Mike Tramp
Mike Tramp (de son vrai nom Michael Trempenau, né le 14 janvier 1961 à Copenhague) est un chanteur danois de hard rock. Il est surtout connu pour sa participation au groupe de glam metal White Lion, dont il a été le seul membre continu jusqu'à sa dissolution en 2013.
Depuis 1998, il a également sorti plusieurs albums en solo. En 2012, Tramp effectue une tournée acoustique en solo, publiant des albums acoustiques en 2013 et 2014. Il revient avec un groupe complet en 2015 et sort en 2017 l'album Maybe Tomorrow, qui se classera 1er au Danemark.

## Biographie

### Débuts et White Lion (1976-1992)
Trempenau est né et a grandi à Vesterbro, Copenhague, avec sa mère, Doris, et ses deux frères, Dennis et Kim. Il commence sa carrière musicale en chantant dans le Vesterbro Ungdomsgård, un club de jeunes de Copenhague, et apparaît sur leur premier album : Vi lever på Vesterbro (1974). En 1976, Trempenau, désormais connu professionnellement sous le nom de Tramp, rejoint le groupe pop Mabel en tant que chanteur. Mabel sort cinq albums studio et est très populaire au Danemark et en Espagne, Mike recevant le statut d'« idole des jeunes ». En 1978, Mabel remporte le Concours danois de la chanson avec la chanson Boom Boom et représente le Danemark au Concours Eurovision de la chanson 1978. Plus tard, Mabel s'installe en Espagne et se baptise Studs, sortant un premier album éponyme en 1981, puis déménage à New York et devient Danish Lions en 1982. Après avoir enregistré des démos, le groupe rentre au Danemark, mais Tramp décide de rester aux États-Unis.
Tramp rencontre Vito Bratta et forme White Lion en 1983 ; le groupe connaît un grand succès entre le milieu des années 1980 et le début des années 1990. White Lion sort son premier album, Fight to Survive, en 1985. Le groupe connait le succès avec les tubes Wait, numéro 8, et When the Children Cry, numéro 3, tirés de leur deuxième album, Pride, triple disque de platine. Le groupe continue à connaître le succès avec son troisième album, Big Game, qui est certifié disque d'or, et son quatrième album, Mane Attraction, qu'il soutient par une tournée. White Lion se dissout en 1992 ; leur première compilation, The Best of White Lion, sort peu de temps après.
Après le groupe Freak of Nature, Tramp entame une carrière solo et sort son premier album en tant qu'artiste solo en 1998, intitulé Capricorn. L'album réunit d'anciens membres de Freak of Nature, le guitariste Kenny Korade et le bassiste Jerry Best. L'ancien bassiste de White Lion, James LoMenzo, fait les chœurs sur l'album. La chanson Better Off est le premier single solo de Tramp et contient son premier clip vidéo en solo. L'album contient également les singles Already Gone, If I Live Tomorrow et Take a Little Time.
Il faudra attendre cinq ans avant que Tramp ne retourne en studio pour enregistrer son album suivant, Recovering the Wasted Years, pendant lequel il déménage en Australie, dans le but d'élever son fils loin des rigueurs de la vie urbaine et de planifier sa prochaine carrière. Recovering the Wasted Years sort en 2002 et contient les singles Living a Lie et Endless Highway, tous deux accompagnés de vidéoclips en direct.
En 2003, Tramp sort son troisième album, More to Life than This, qu'il a une fois de plus produit lui-même, mais pour lequel il a fait appel au producteur/ingénieur Flemming Rasmussen (Metallica) pour l'ingénierie et le mixage dans ses propres Sweet Silence Studios. Le titre de l'album, More to Life than This, et Don't Want to Say Good Night sont tous deux publiés en tant que singles. Un clip vidéo réalisé en Australie est publié pour la chanson Lay Down My Life for You. Toujours en 2003, Tramp sort le double album live Rock 'N' Roll Alive, qui présente Tramp interprétant des versions live de chansons de White Lion, Freak of Nature et de ses albums solo.

### Reste des années 2000
En 2006, le Tramp's White Lion effectue une tournée européenne en novembre et décembre avec le groupe britannique Crimes of Passion. En 2007, une compilation de White Lion, The Definitive Rock Collection, sort et le groupe était prêt pour une tournée d'été avec Poison et Ratt, mais est abandonné par le promoteur de la tournée après que l'ex-guitariste du White Lion, Vito Bratta, ait menacé d'intenter une action en justice à propos du nom du groupe. White Lion enregistre un nouvel album studio intitulé Return of the Pride, qui sort le 14 mars 2008. Le groupe est à nouveau simplement connu sous le nom de White Lion.

### Acoustic(2010–2014)

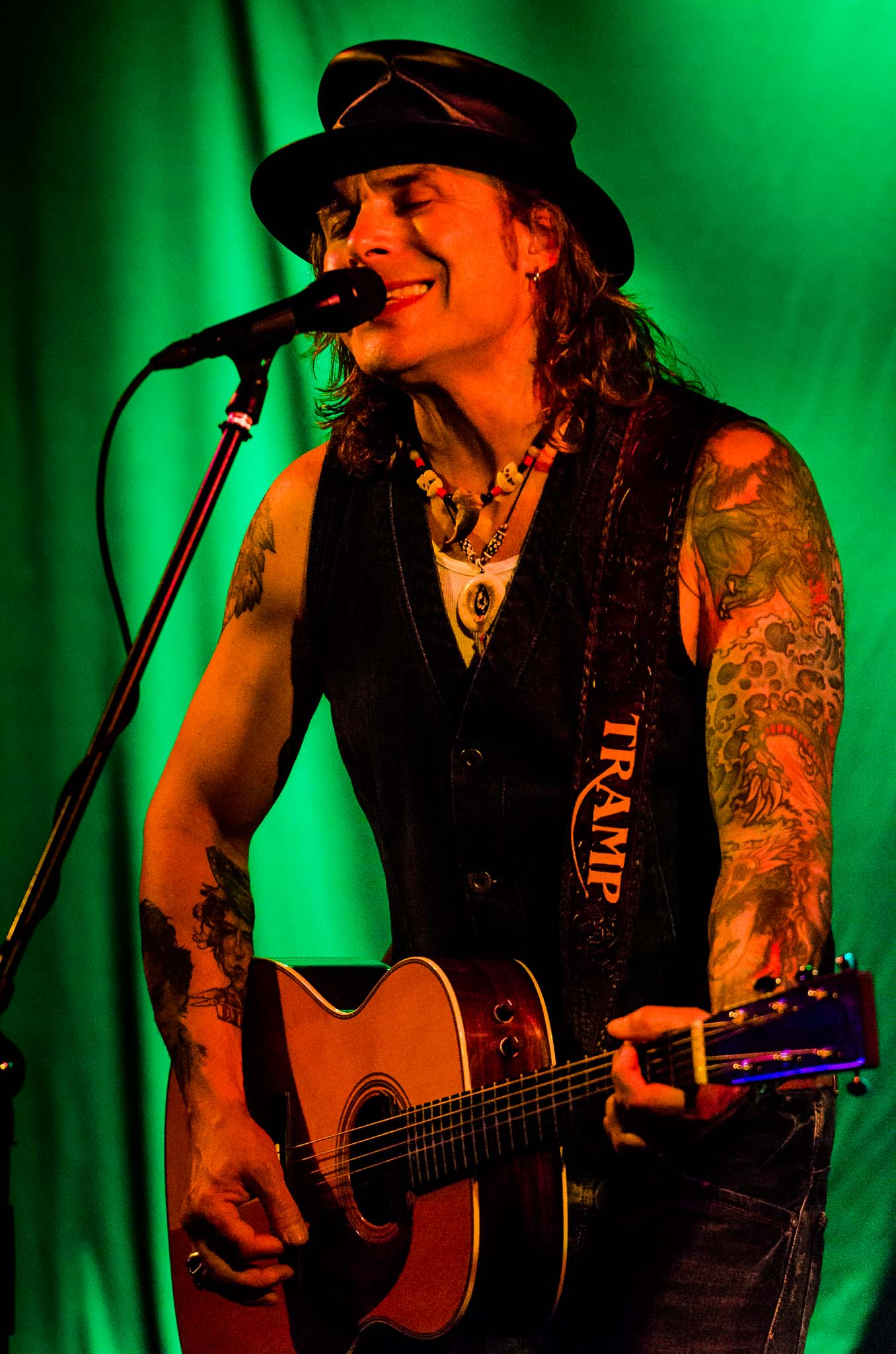
Mike Tramp à Idaho Falls.

Après la sortie de Return of the Pride, Tramp traverse une période tumultueuse d'indécision professionnelle en essayant de décider s'il devait continuer sa carrière solo ou consacrer son énergie à White Lion. En octobre 2009, Tramp sort un nouvel album studio solo intitulé Mike Tramp and the Rock 'N' Roll Circuz, qui est également le nom de son groupe solo. L'album était initialement prévu pour être le prochain album de White Lion, mais un nouveau groupe solo (one man band) est formé à la place. Le 16 octobre 2009, l'album se classe à la 16e place du top 40 danois des albums Hitlisten. L'album contient les singles All of My Life et Come On, pour lesquels un clip vidéo est également réalisé.
En avril 2011, Tramp sort l'album solo Stand Your Ground avec les singles Distance et Hymn to Ronnie, une chanson en hommage à l'ancien chanteur de Heaven and Hell et de Black Sabbath, Ronnie James Dio, décédé le 16 mai 2010 après une lutte de six mois contre un cancer de l'estomac.
En 2012, Tramp commence à enregistrer un nouvel album solo. Le résultat, Cobblestone Street, sort le 8 avril 2013 sur Target Records après une tournée acoustique en Europe à l'automne 2012. Pendant la tournée, Tramp voyage à travers l'Europe en jouant 40 spectacles, tout en conduisant et en faisant tout par lui-même. L'album atteint la 21e place du classement danois des albums Hitlisten et contient le premier single New Day qui est publié le 18 février 2013. Le titre Revolution est publié comme deuxième single de l'album. En mars 2013, Tramp fait la première partie de Beth Hart pour plusieurs concerts en France. Pour soutenir Cobblestone Street, Mike fait une tournée en Europe, notamment en France, en Suisse, en Espagne, au Danemark, en Suède, en Norvège, en Allemagne, en Belgique, aux Pays-Bas, en Turquie et au Royaume-Uni. La tournée se termine au Forum de Vaureal.
Tramp se lance dans une tournée américaine et sa toute première tournée acoustique dans le pays à l'été 2013.
Lors de la promotion de son album solo, Tramp annonce dans plusieurs interviews qu'il n'y aura plus de White Lion d'aucune sorte, y compris le nouveau White Lion ou d'éventuelles reformations,,. Pour conclure l'année 2013, Tramp sort le single de Noël The Way It Was Before, un titre plus sérieux que la plupart des autres chansons festives. Le single est également inspiré par les événements du 11 septembre et est sorti en Europe via Target Records le 11 novembre. En juin 2014, Tramp sort le single Trust in Yourself avec un clip réalisé par son fils Dylan. La chanson est le premier single de son nouvel album solo à venir Museum. L'album Museum sort le 18 août 2014 et suit les étapes musicales de son dernier album Cobblestone Street. L'album se classe au Hitlisten danois à la troisième place. La chanson Freedom est publiée en tant que deuxième single de l'album.

### Band of Brothers (2015–2018)
En mars 2015, Tramp confirme travailler sur la suite de Museum. Il déclare également que les morceaux seraient du rock classique, plus proche de son premier album Capricorn sorti en 1997, sans les éléments acoustiques qui figuraient dans sa production récente.
En juillet 2015, Tramp sort le single High Like a Mountain et en août Tramp sort le single radio et le clip Give it All You Got. La vidéo est filmée et montée à Copenhague, les deux titres étant extraits de son album Nomad.
Nomad sort le 28 août 2015 via Target Records. L'album atteint la 21e place du classement danois des albums Hitlisten. Après l'album, Tramp s'embarque avec le jeune groupe danois Lucer pour une tournée européenne à la fin de l'été, visitant le Danemark, l'Allemagne, la Suède, l'Angleterre, les Pays-Bas, la Belgique, l'Irlande du Nord, l'Irlande, l'Écosse, le Pays de Galles, la France et la Suisse. La tournée se termine au festival Night on Fire à Karlsruhe.
En 2016, Tramp annonce plusieurs concerts en solo et en groupe au Danemark, où le groupe danois Lucer joue pour lui en tant que groupe de soutien et en tant que groupe d'arrière-plan de Tramp. En mars 2016, Tramp joue un concert de bienfaisance pour les personnes atteintes d'un cancer à Lingen, en Allemagne. En mai 2016, après le succès de Nomad et le prix de l'album de rock classique de l'année aux High Voltage Rock Awards, Tramp sort le single Stay, qui, comme les précédents, est largement diffusé sur la radio nationale danoise. Stay est accompagné d'une vidéo qui montre Tramp dans un isolement total, vivant la vie d'un ouvrier forestier dans les forêts scandinaves. Le 13 mai, Tramp joue au Nordic Noise Festival au Danemark. Le Esbjerg Rock Festival, le Sweden Rock Festival et le Väsby Rock Festival suivront en 2016. Au cours de l'été 2016, Tramp effectue une tournée acoustique aux États-Unis pour promouvoir son album Nomad. Il participe également à la Monster of Rock Cruise en octobre.
Mike et son Band of Brothers, comprenant Soren Andersen, Claus Langeskov et Kenny Andy, entament une tournée en mars 2017 après trois concerts à guichets fermés à Roskilde et Copenhague pour la sortie de Maybe Tomorrow, jouant également devant des publics français, italiens et irlandais. La tournée est également prévue en Allemagne, en Belgique, au Royaume-Uni et en France. Mike Tramp est en tête des ventes d'albums au Danemark (certifié par l'IFPI). Le nouvel album, Maybe Tomorrow, entre à la première place du classement des vinyles et à la deuxième place du classement des albums physiques.
En septembre 2017, Mike Tramp publie un clip pour un nouveau single intitulé Work It All Out, extrait de son nouveau coffret This and that (But a Whole Lot More), qui sortira via Mighty Music / Target Group le 1er décembre 2017.
Le 25 janvier 2019, Tramp sort la chanson/vidéo Dead End Ride en tant que premier single du nouvel album. Le lendemain, la chanson devient première des charts sur iTunes au Pérou.

### Depuis 2020
The Road, qui contient également un nouveau clip vidéo, et Between Good and Bad (radio single) sont tous deux sortis en tant que singles avant la sortie de l'album Second Time Around. La nouvelle version de When She Cries sort également en single après la sortie officielle de l'album, la chanson étant dédiée à sa fille.
En 2020, Mike Tramp célèbre ses 25 ans en tant qu'artiste solo avec la sortie de l'ultime album best-of : Trampthology le 18 décembre 2020. Le tout nouveau best-of de Tramp sortira sur un double vinyle gatefold 180 grammes et un double CD. La compilation comprendra 16 des plus grands succès de sa carrière solo ainsi que quatre nouvelles chansons, dont le single Take Me Away, accompagné d'un clip lyrique.
Mike Tramp annonce la sortie prochaine de Songs of White Lion, via Frontiers Music, le 14 avril 2023. Comme le titre l'indique, ce nouvel album verra Tramp réimaginer certains morceaux du catalogue de son ancien groupe White Lion. Un réenregistrement de Cry for Freedom est publié en tant que premier single, suivi d'une version retravaillée de Little Fighter.

## Discographie

### Albums studio
- 1997 : Capricorn
- 2002 : Recovering the Wasted Years
- 2003 : More to Life than This
- 2004 : Songs I Left Behind
- 2009 : The Rock 'N' Roll Circuz
- 2011 : Stand Your Ground
- 2013 : Cobblestone Street
- 2014 : Museum
- 2015 : Nomad
- 2017 : Maybe Tomorrow
- 2019 : Stray from the Flock
- 2020 : Second Time Around

### Albums live
- 2004 : Rock 'N' Roll Alive

### Collaborations notables
- 1993 : Freak of Nature (avec Freak of Nature)
- 1994 : Gathering of Freaks (avec Freak of Nature)
- 1998 : Outcasts (avec Freak of Nature)
- 1999 : House of Lords avec Sahara